# Windmotor Nijetrijne 3
De Windmotor Nijetrijne 3 is een poldermolen bij het Fries-Stellingwerfse dorp Nijetrijne, dat in de Nederlandse gemeente Weststellingwerf ligt.
De molen is een Amerikaanse windmotor met een windrad van 12 bladen en een diameter van 2,5 meter, waarvan het bouwjaar niet bekend is. Hij staat halverwege Nijetrijne en Munnekeburen op de westelijke oever van de Scheene in het natuurgebied de Rottige Meente. De windmotor werd in 2005/2006 gerestaureerd en is maalvaardig. Hij is niet geopend voor publiek, al kan hij wel tot op enkele meters worden benaderd.